# تاريخ الطيور البريطانية
تاريخ الطيور البريطانية هو كتاب تاريخ طبيعي من تأليف توماس بيويك، نُشر في مجلدين. المجلد الأول، الطيور البرية، نشر عام 1797. والمجلد الثاني، الطيور المائية، نشر عام 1804. ونشر ملحق في عام 1821. يحظى الكتاب بالإعجاب بشكل رئيسي بسبب جمال ووضوح نقوش بيويك الخشبية، والتي تعتبر أفضل أعماله على نطاقٍ واسع، ومن أفضل الأعمال في هذا المجال.

## خلفية

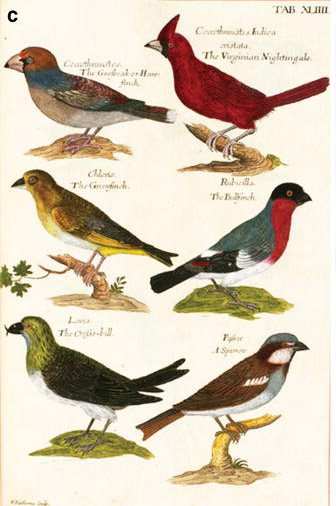
اللوحة XLIII من نسخة صموئيل بيبس الملونة يدويًا لكتاب فرانسيس ويلوبي "في علم الطيور" الصادر عام 1678.

اعتمد محتوى الكثير من المؤلفات العلمية المبكرة عن الطيور، مثل أعمال كونراد غيسنر وأوليسي ألدروفاندي وبيلون، على سلطة الفيلسوف اليوناني القديم أرسطو وتعاليم الكنيسة، وتضمنت هذه المؤلفات الكثير من المواد الدخيلة المتعلقة بالنوع كالأمثال والمراجع في التاريخ والأدب أو استخدامها كشعار. رُتبت الأنواع ترتيباً أبجدياً في كتاب جيسنر Historia animalium ‏ وبمعايير مختلفة، وقد يكون الترتيب تعسفياً في معظم الأعمال المبكرة الأخرى. في أواخر القرن السادس عشر وأوائل القرن السابع عشر، دعا فرانسيس بيكون إلى تقدم المعرفة من خلال الملاحظة والتجربة، وسعت الجمعية الملكية الإنجليزية وأعضاؤها مثل جون ري وجون ويلكنز وويلوبي إلى وضع منهجٍ تجريبيٍ في الممارسة، بما في ذلك السفر لجمع العينات والمعلومات.
أول كتاب عن علم الطيور في العصر الحديث، يهدف إلى وصف جميع الطيور المعروفة في جميع أنحاء العالم، أنتجه راي ويلوبي ونشر باللاتينية بعنوان Ornithologiae Libri Tres (ثلاثة كتب عن علم الطيور) عام 1676، وباللغة الإنجليزية، باسم علم الطيور لفرانسيس ويلوبي، عام 1678. كانت ميزاته المبتكرة عبارة عن نظام تصنيف فعّال يعتمد على السمات التشريحية، بما في ذلك منقار الطائر وقدميه وحجمه الإجمالي، والمفتاح التصنيفي، مما ساعد القراء على التعرف على الطيور من خلال إرشادهم إلى الصفحة التي تصف تلك المجموعة. وضع المؤلفون أيضًا علامة النجمة على الأنواع التي لم تكن لديهم معرفة مباشرة بها، وبالتالي لم يتمكنوا من التحقق منها. النجاح التجاري للكتاب غير معروف، لكنه كان ذا أهمية تاريخية، أثر على الكتاب بما في ذلك رينيه أنطوان فيرشو دي ريومور، وماثورين جاك بريسون، وجورج كوفييه، وكارل لينيوس في تجميع أعمالهم الخاصة.
كان جورج إدواردز عالم طبيعة ورسامًا بريطانيًا رائدًا في القرن السابع عشر. وأمين مكتبة الكلية الملكية للأطباء، وكان يحظى بإمكانية الوصول إلى مجموعة مكونة من 8000 كتاب، وقد استخدمها، جنبًا إلى جنب مع الحيوانات المحنطة والحية، لإنتاج رسومات مصورة. غط كتابه المكون من أربعة مجلدات بعنوان التاريخ الطبيعي للطيور غير المألوفة (1743–1751) وملاحقه الثلاثة أكثر من 600 موضوع في التاريخ الطبيعي، ومكنت منشوراته لينيوس من تسمية 350 نوعًا من الطيور، بما في ذلك العديد من العينات. عندما كان يبحث عن مصادر منشورة لمشروعه عن الطيور، اعتمد بيويك بشكل خاص على كتاب إدواردز وكتاب التاريخ الطبيعي متعدد المجلدات لعالم الطبيعة الفرنسي جورج لويس لوكلير، كونت دي بوفون.

## توماس بويك

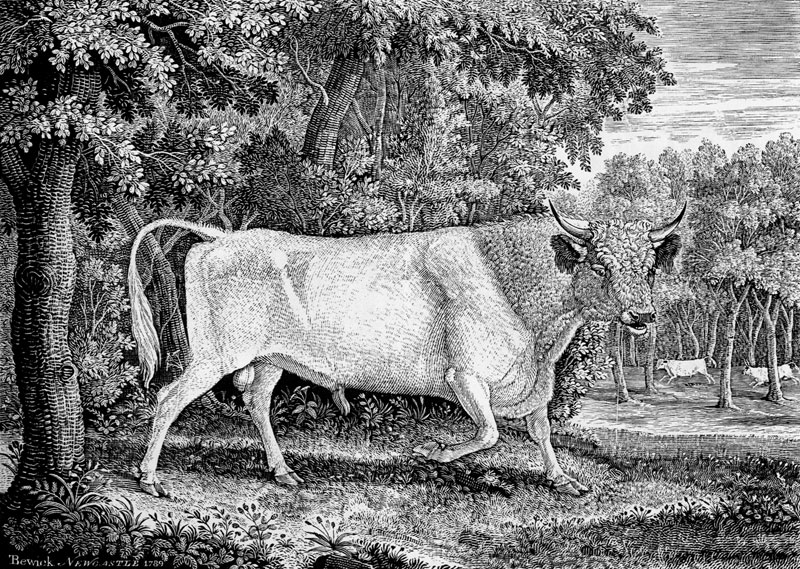
نقش خشبي من عمل توماس بيويك لثور تشيلينجهام، نفذ لصالح مارمادوك تونستول من ويكليف، يوركشاير في عام 1789

ولد توماس بيويك في منزل تشيريبورن، في أبرشية ميكلي، نورثمبرلاند، وقد تدرب في سن الرابعة عشرة على يد رالف بيلبي، عمل نقّاشاً في نيوكاسل أبون تاين، وتعلم كيفية النقش على الخشب والمعادن.
ازدهرت أعماله، وأصبحت نقوشاته رائدةً في نيوكاسل تمتعت بسمعة تحسد عليها بفعل العمل عالي الجودة والخدمة الجيدة. وقد نشر الشريكان الآن، بيلبي وبيويك، كتابهما تاريخ الحيوانات رباعية الأرجل في عام 1790، وقد شجعهما نجاحه على التفكير في إنتاج كتاب جديد عن الطيور البريطانية. استعدادًا لهذا العمل الكبير، أمضى بيويك عدة سنوات في نقش الكتل الخشبية اللازمة.
أصبح بيويك معروفًا بنقوشه، وربما كان أشهر نقوشاته هي ثور تشيلينجهام، الذي نفذه على قطعة خشبية كبيرة بشكل استثنائي لمارمادوك تونستول [الإنجليزية]، وكان بيوك يملك أرضاً في يوركشاير. أنتج بيويك أيضًا ورسم عدة إصدارات من خرافات إيسوب طوال حياته الإبداعية. من دلائل نجاحه أنه درّب ما لا يقل عن 30 تلميذاً عملوا معه ومع بيلبي، وكان أولهم شقيقه الأصغر جون.
توفي بيويك في منزله في 8 نوفمبر 1828. ودفن في باحة كنيسة أوفينغهام، بجانب زوجته الراحلة إيزابيلا، التي توفيت قبل عامين في 1 فبراير 1826.

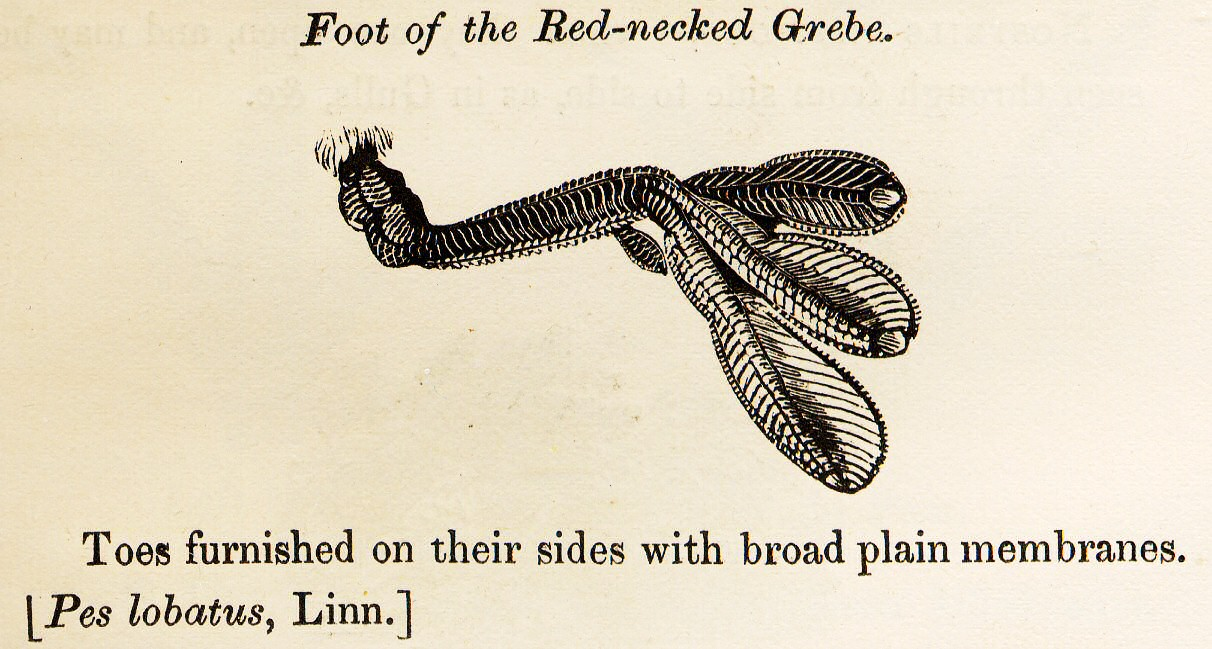
"قدم الغطاس ذو العنق الأحمر"

## المحتويات

### الطيور البرية

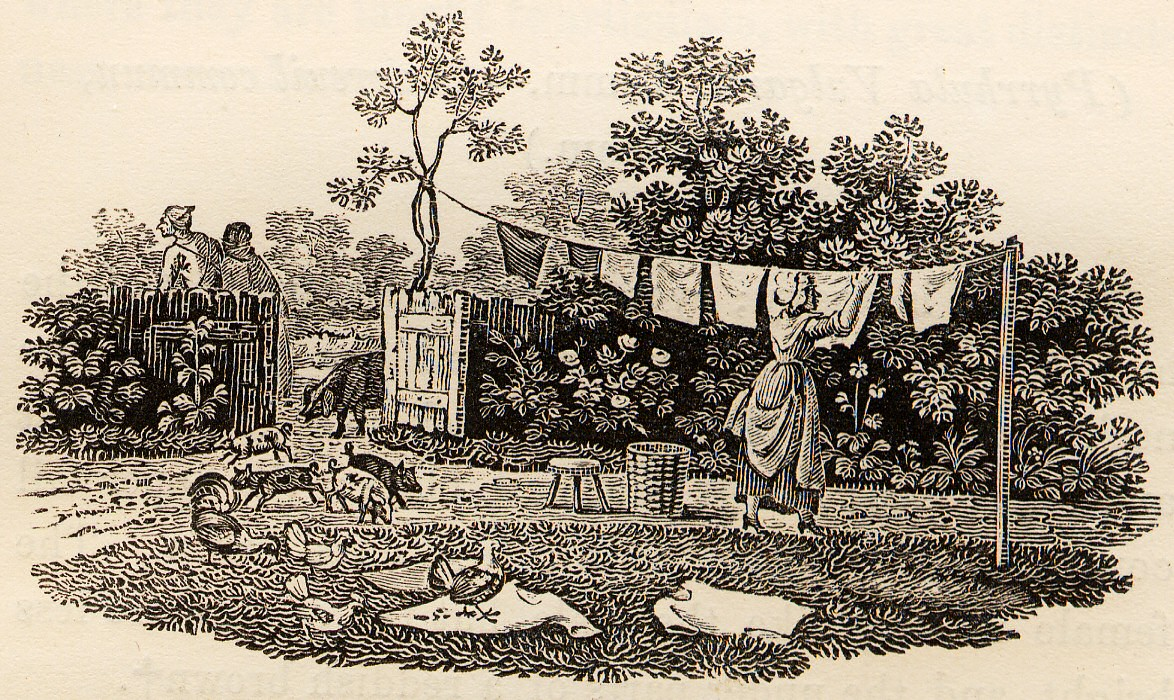
الغسيل المعلق مع الخنازير والدجاج، يتمتع هذا العمل بلمسة فكاهية، حيث يترك طائر آثار أقدام موحلة على قميص مغسول حديثًا.

يبدأ المجلد الأول "تاريخ الطيور البرية ووصفها" بمقدمة وقائمة بالمصطلحات الموضحة بنقوش بيويك الخشبية.

وتنقسم الطيور إلى مجموعات آكلة الحبوب (الحابِب) وأخرى آكلة اللحوم، وهو يشرحها بالتفصيل، بعد ذلك يشرح السرعة والحواس والطيران والهجرة وسلوك التزاوج وإطعام الطيور، مع ملاحظات لادزارو سبالانساني وغيلبرت وايت، اللذين نشرا كتابهما التاريخ الطبيعي وآثار سيلبورن في عام 1789. وذكر متعة مراقبة الطيور:

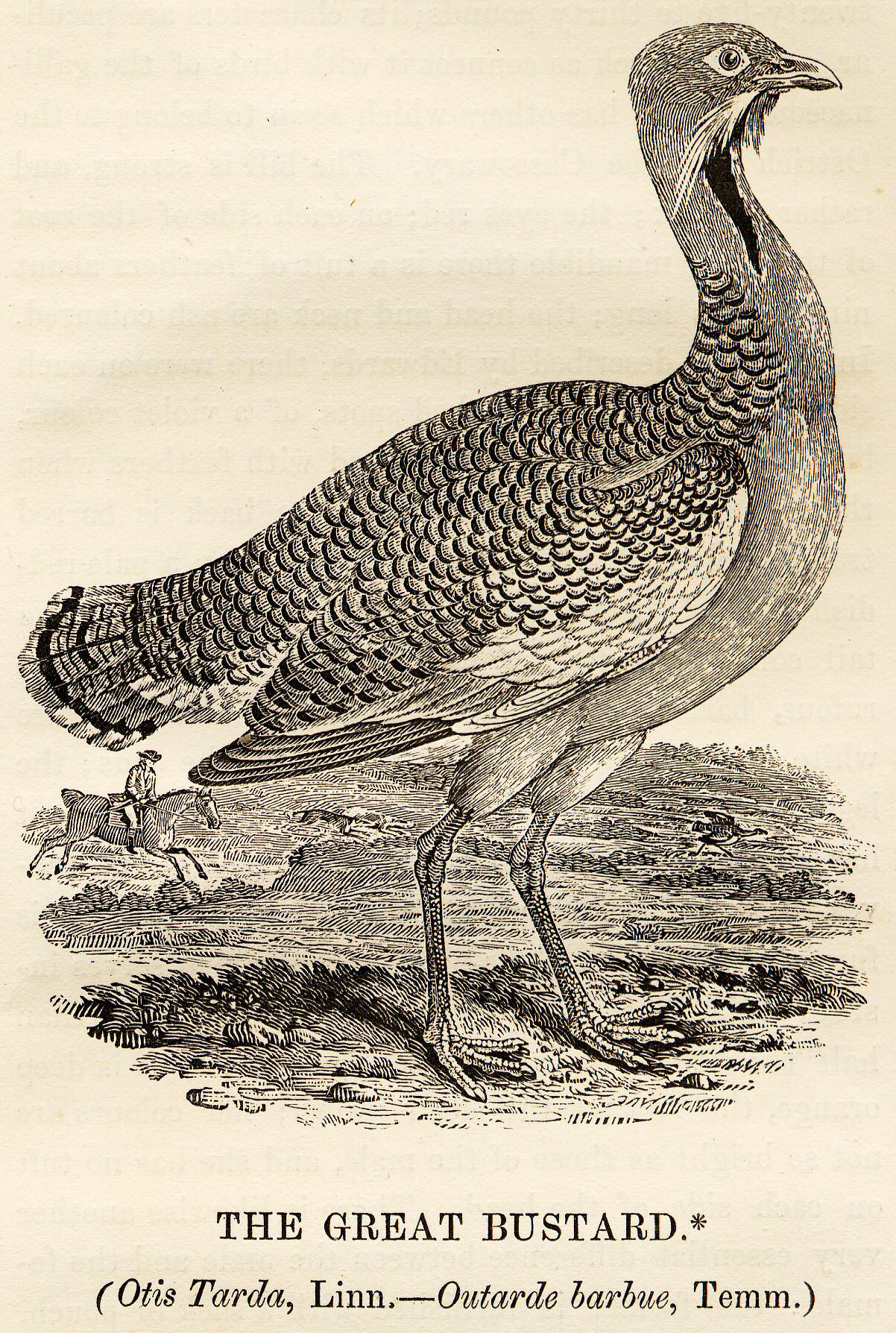
نقش خشبي لـ " الحبارى الكبير". فارس وزوج من الكلاب السلوقية يركضون خلف حبارى آخر في الخلفية.

بالنسبة لعالم الطيور العملي، هناك متعة كبيرة في القدرة على التأكد من السمات المميزة للطيور كما تظهر على مسافة، سواء أثناء الراحة أو أثناء الطيران؛ لأنه ليس كل جنس فقط لديه شيء خاص به، ولكن كل نوع له علاماته المناسبة، والتي يمكن للمراقب الحكيم من خلالها أن يميز بشكل يكاد يكون مؤكدًا.

### الطيور المائية

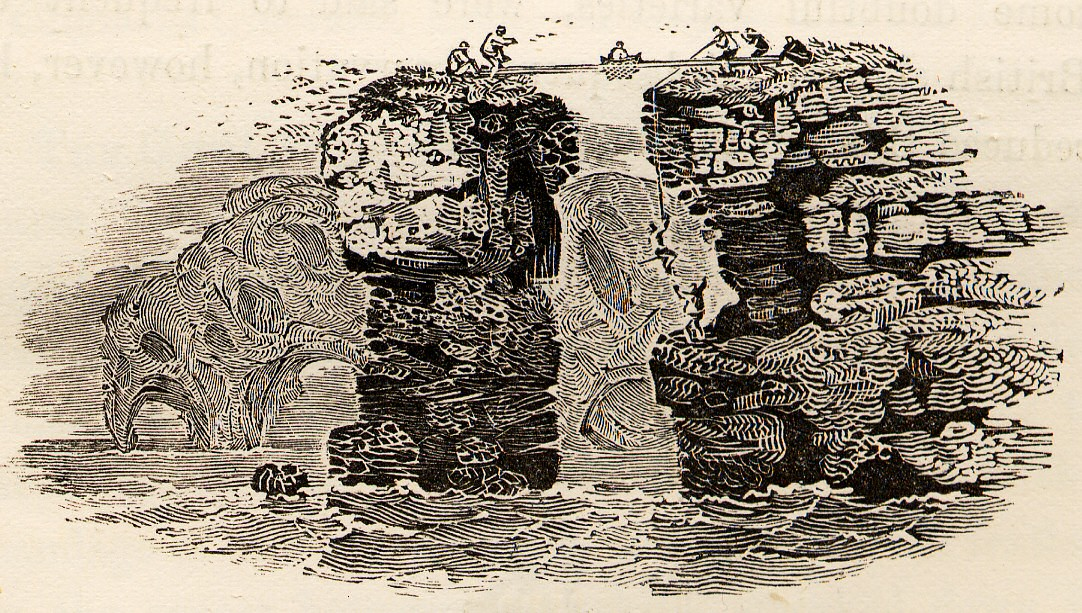
بيض الطيور من المنحدرات البحرية: قطعة ذيل غير مكتوبة في المجلد 2: الطيور المائية. لقد اختار بيويك موضوعًا للطيور البحرية، لكن البشر منخرطون فيه بشكل وثيق، والطيور مورد مفيد.

يبدأ المجلد الثاني "تاريخ الطيور المائية ووصفها" بمقدمة خاصة به. يناقش بيويك مسألة المكان الذي تذهب إليه العديد من الطيور البحرية لتتكاثر، ويعيد النظر في موضوع الهجرة، ويختتم بتأملات حول "العناية الإلهية الحكيمة" كما هو موضح في الطبيعة.

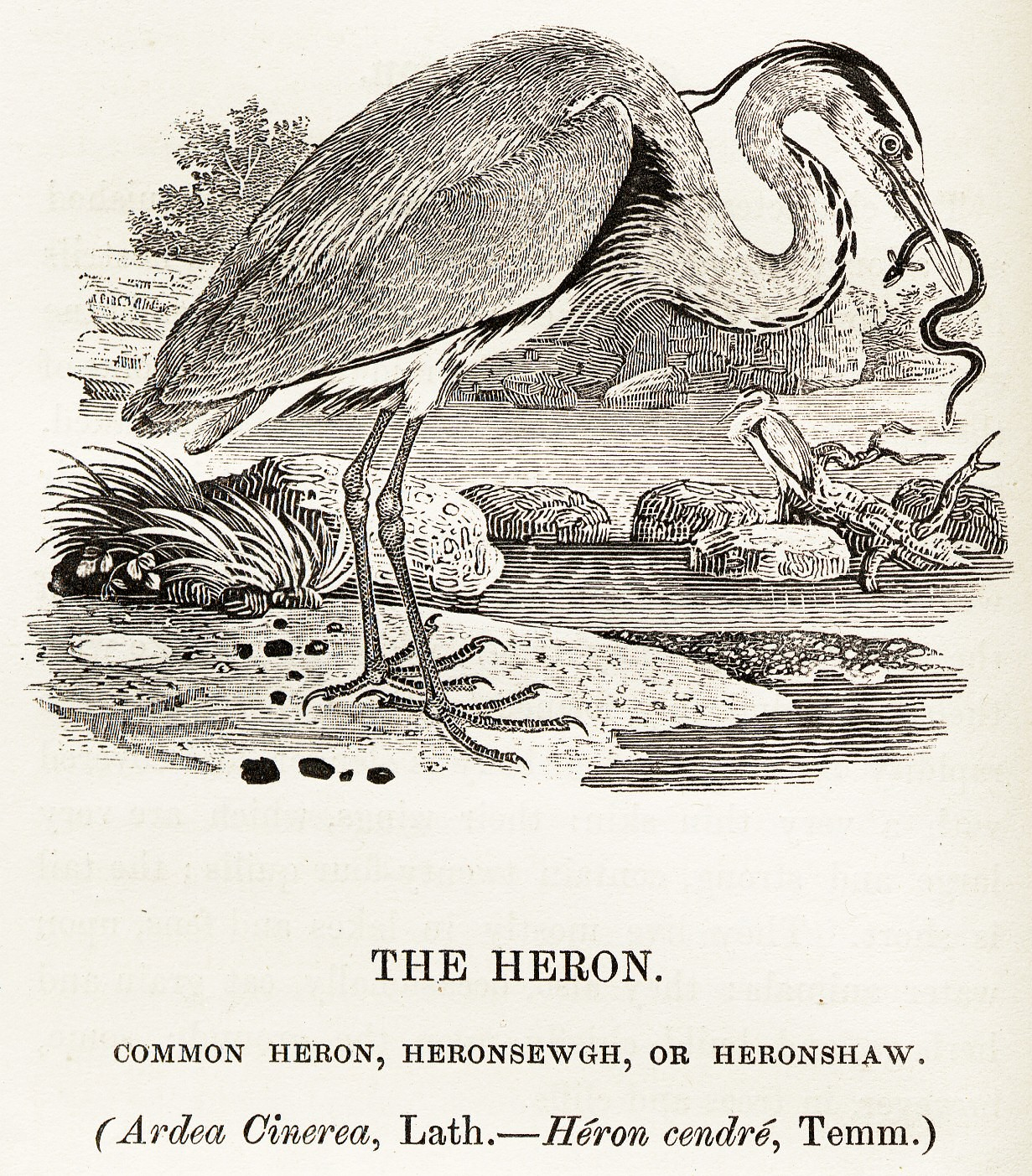
"بلشون أبقع" نقش خشبي

## الأجزاء الخلفية
مجموعة مختارة من الأجزاء الخلفية من الكتاب، حيث لا تحتوي على تعليقات.

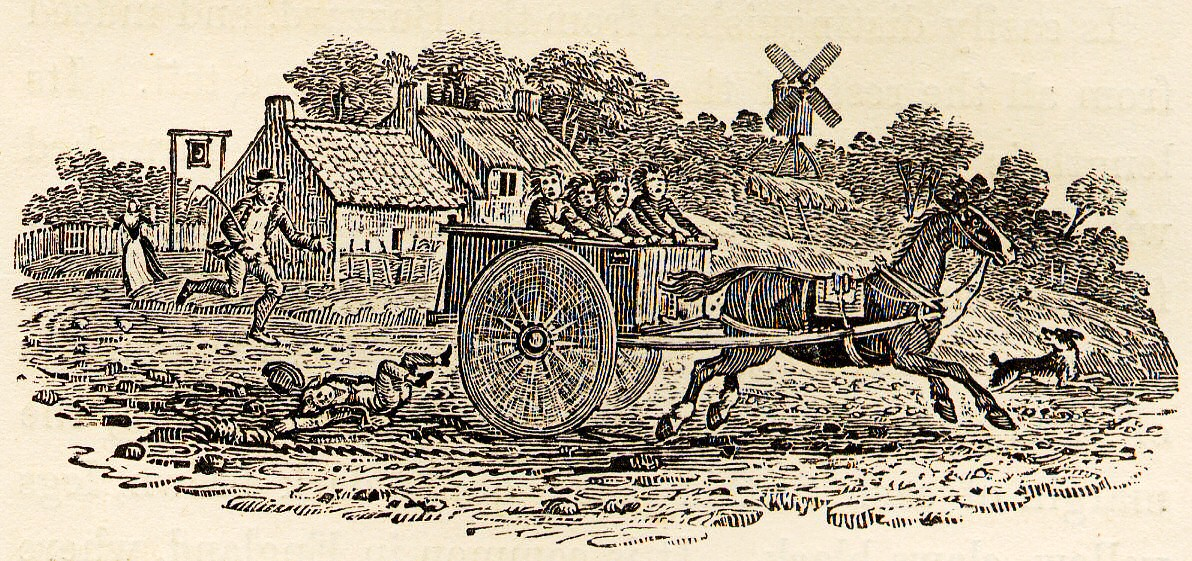
أطفال في عربة
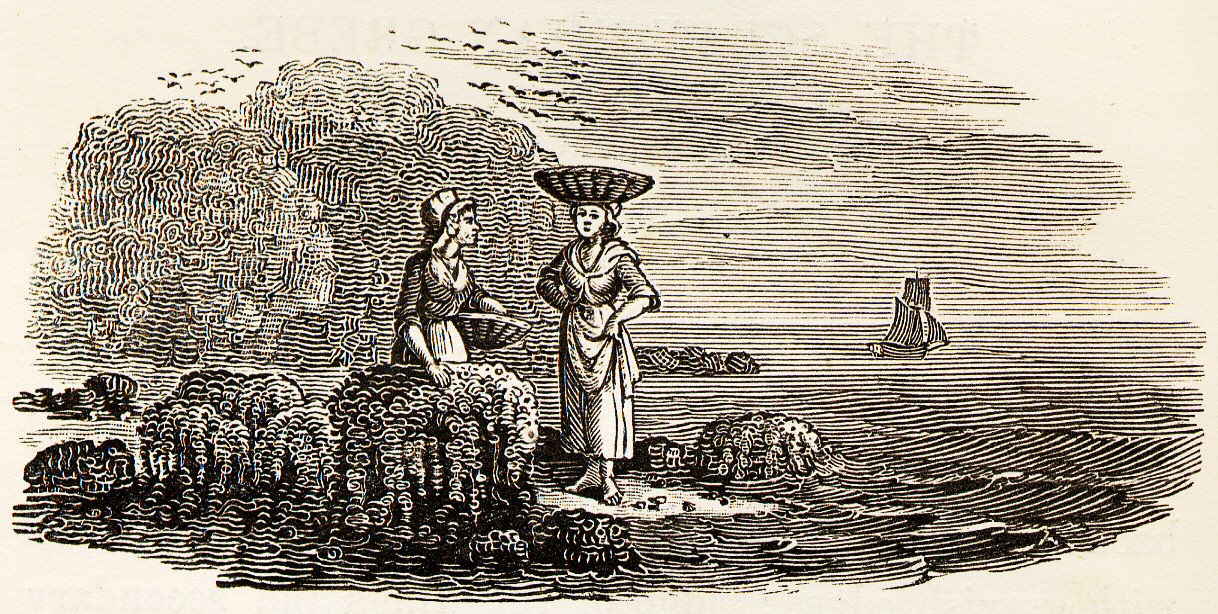
نساء يجمعن المحار
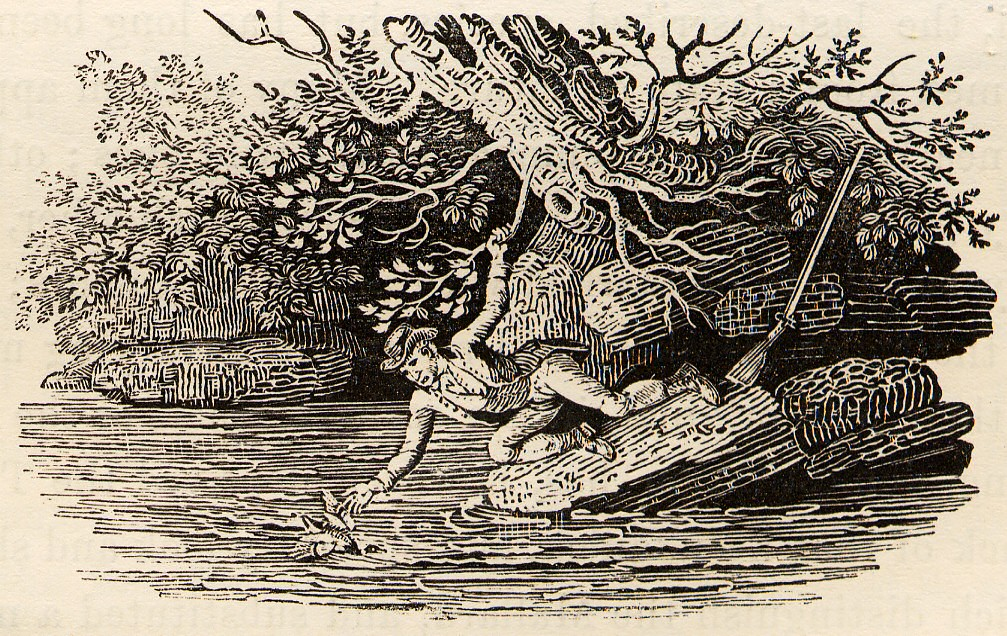
صياد
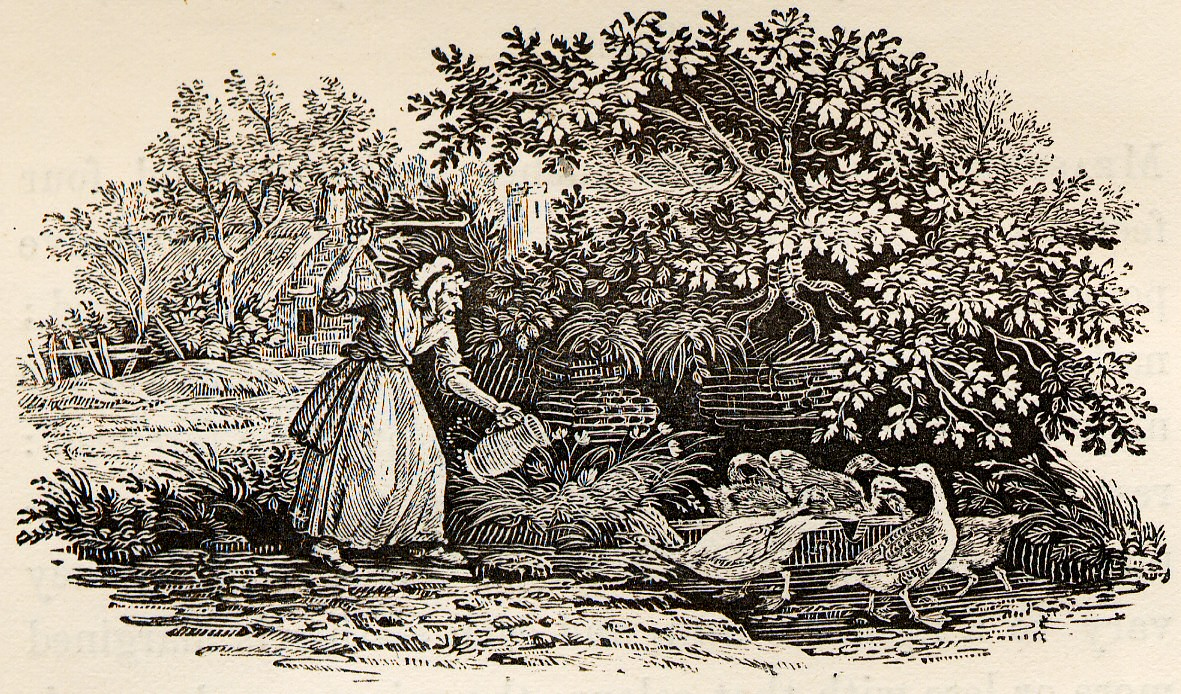
امرأة عجوز مع البط
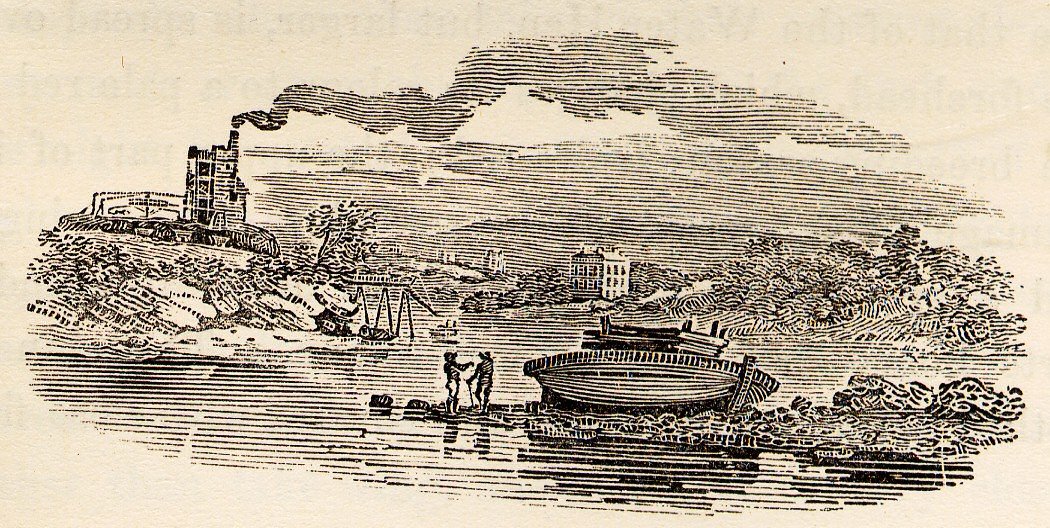
الصناعة على ضفة النهر، ربمامنطقة تاين بالقرب من نيوكاسل
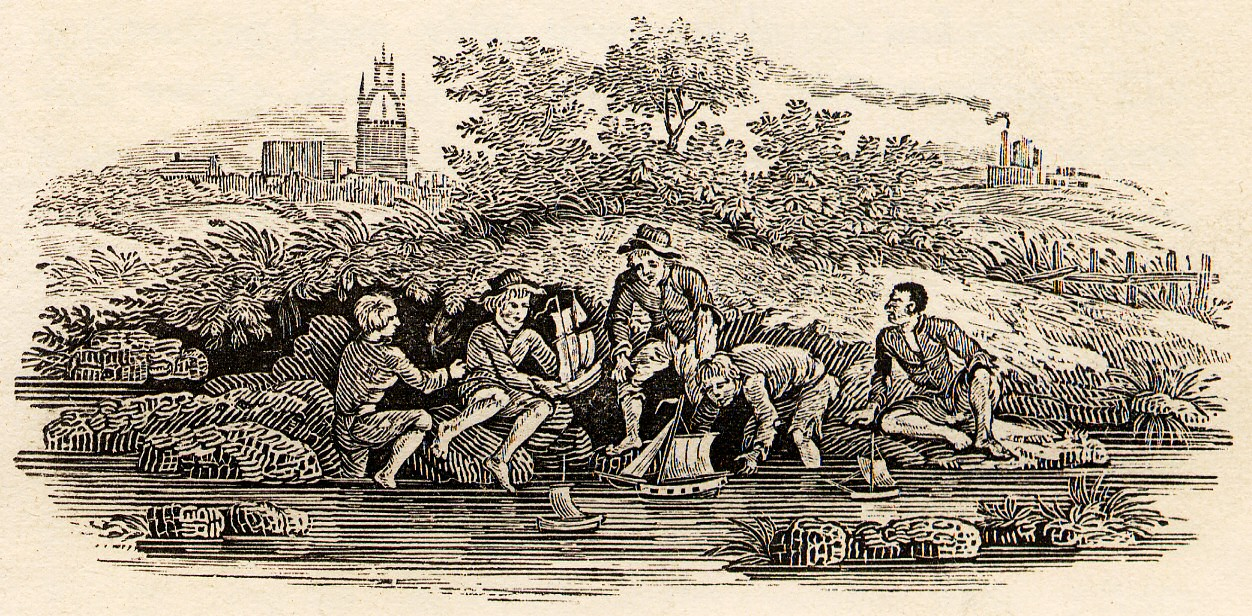
لعبة القوارب
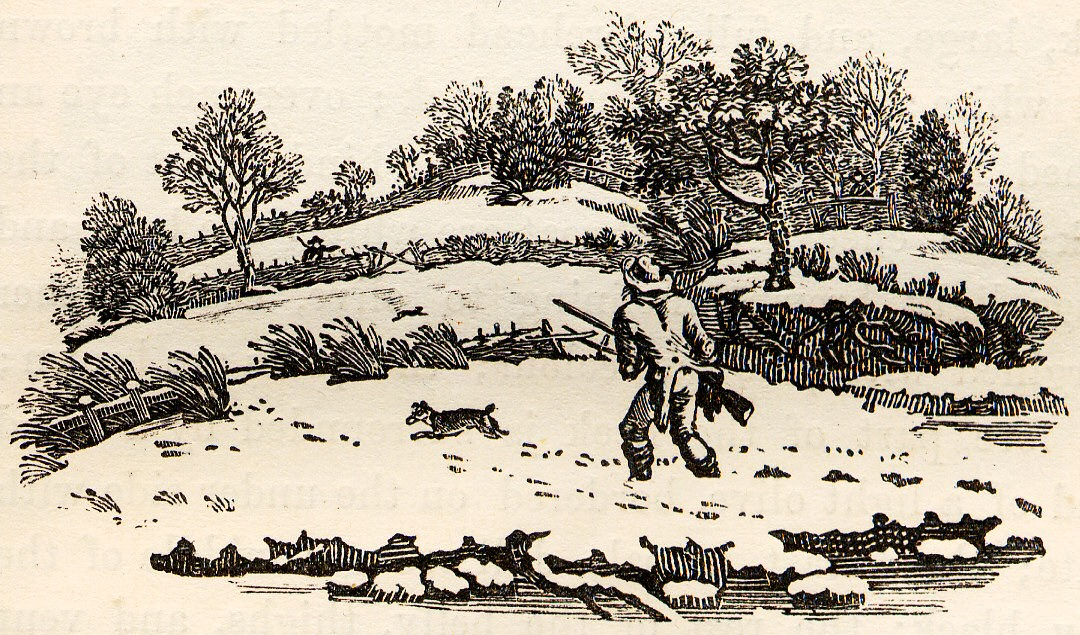
صياد في الثلج[ا]
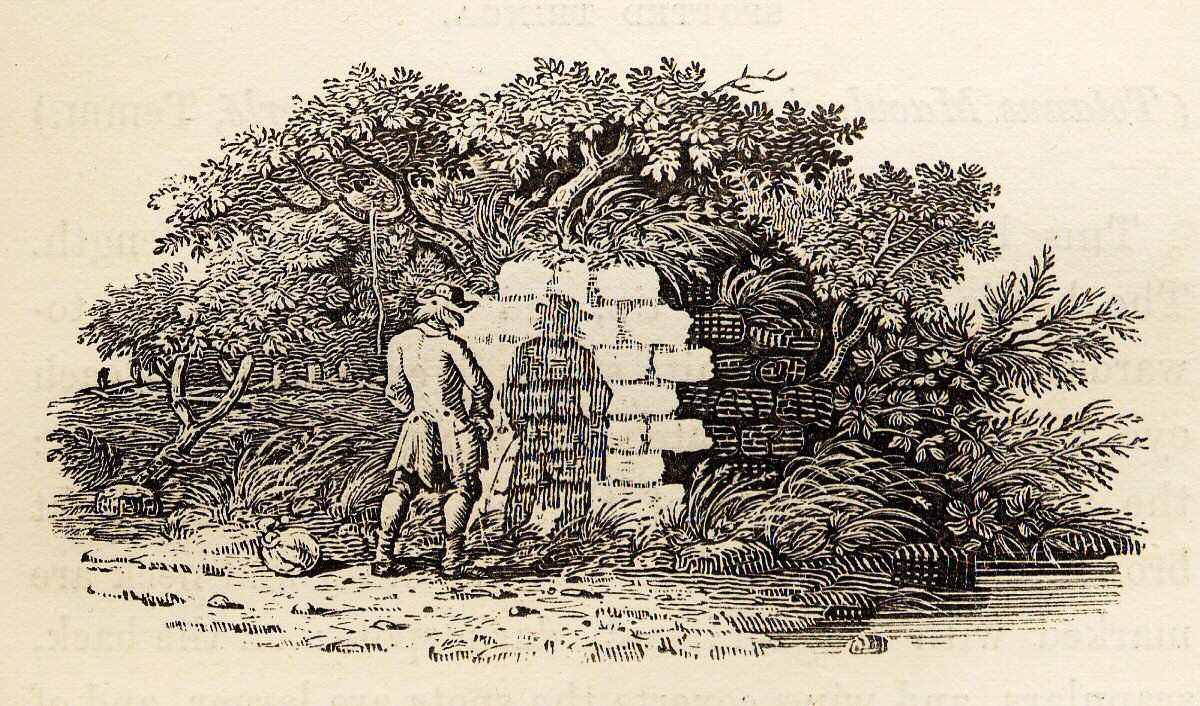
شخص يتبول على الحائط
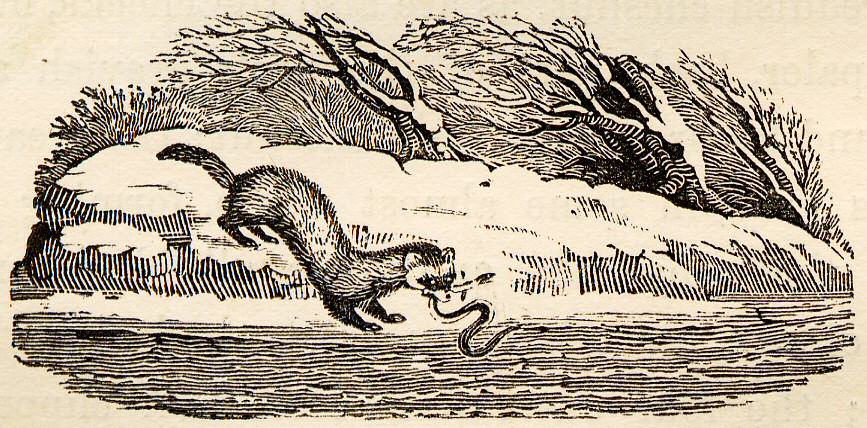
ابن عرس يصطاد في منطقة البحر الكاريبي في فصل الشتاء
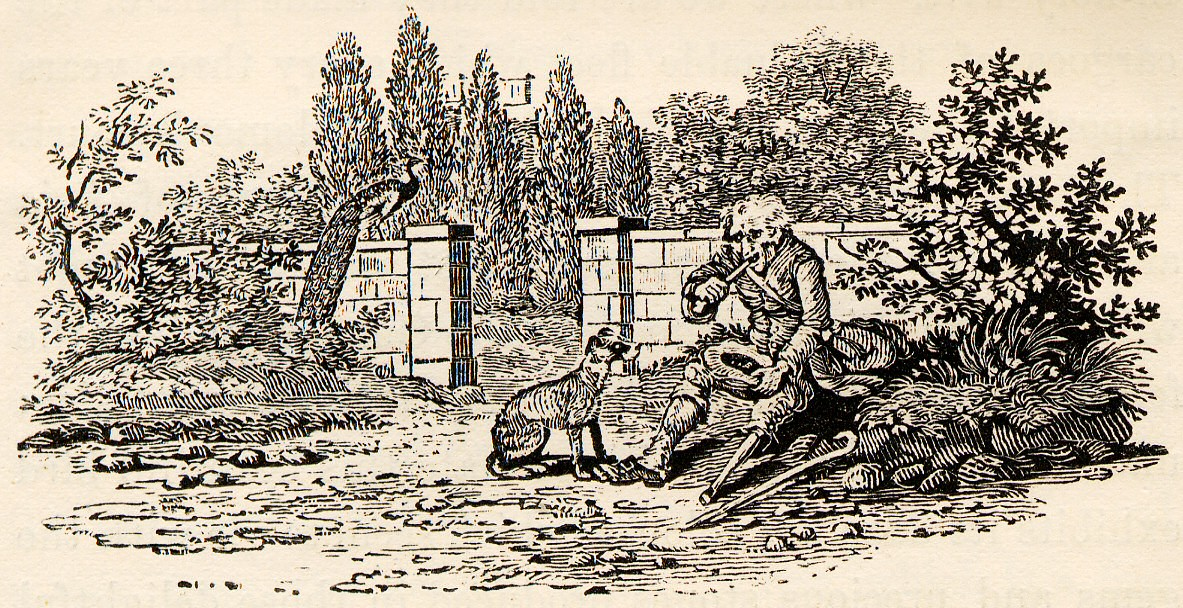

### إصدارات حديثة مختارة
- Bewick's British Birds (2010), Arcturus. (hardback) (ردمك 978-1-84837-647-2)
- Bewick, Thomas; Aesop؛ Bewick, Jane (2012). Memorial Edition Of Thomas Bewick's Works: A History Of British Birds. (reproduced in original format) Ulan Press.

## ملحوظات
1. ↑  Jenny Uglow states that the boy is Bewick himself; the hunter Joe Liddell has wrapped the stock of his gun to keep the lock from freezing.[32]

## فهرس
- Bewick، Thomas (1797–1804). A History of British Birds. Newcastle: Beilby and Bewick.

المجلد الأول: يحتوي على تاريخ الطيور البرية ووصفها
المجلد الثاني: يحتوي على تاريخ الطيور المائية ووصفها
- Birkhead، Tim (2011). The Wisdom of Birds: An Illustrated History of Ornithology. London: دار بلومزبري. ISBN:978-0-7475-9822-0.
- Birkhead، Tim (2018). The Wonderful Mr Willughby: The First True Ornithologist. London: دار بلومزبري. ISBN:978-1-4088-7848-4.
- Birkhead، Tim؛ Smith، Paul J.؛ Doherty، Meghan؛ Charmantier، Isabelle (2016). "Willughby's Ornithology". في Birkhead، Tim (المحرر). Virtuoso by Nature: The Scientific Worlds of Francis Willughby FRS (1635–1672). Leiden: دار بريل للنشر. ص. 268–304. ISBN:978-90-04-28531-6.
- Charmantier، Isabelle؛ Johnston، Dorothy؛ Smith، Paul J. (2016). "The legacies of Francis Willughby". في Birkhead، Tim (المحرر). Virtuoso by Nature: The Scientific Worlds of Francis Willughby FRS (1635–1672). Leiden: Brill. ص. 360–385. ISBN:978-90-04-28531-6.
- Dixon، Hugh (2010). Faulkner, Tom E.؛ Berry, Helen؛ Gregory, Jeremy (المحررون). Thomas Bewick and the North-Eastern Landscape. Northern Landscapes: Representations and Realities of North-East England. Boydell & Brewer. ص. 261–278. ISBN:9781843835417. مؤرشف من الأصل في 2023-04-13.
- Johanson، Zerina؛ Barrett، Paul M.؛ Richter، Martha؛ Smith، Mike (2016). Arthur Smith Woodward: His Life and Influence on Modern Vertebrate Palaeontology. Geological Society of London, Special Publications. London: جمعية لندن الجيولوجية. ج. 430. ISBN:978-1-86239-741-5.
- Kusukawa، Sachiko (2016). "Historia Piscium (1686) and its sources". في Birkhead، Tim (المحرر). Virtuoso by Nature: The Scientific Worlds of Francis Willughby FRS (1635–1672). Leiden: Brill. ص. 305–334. ISBN:978-90-04-28531-6.
- Uglow، Jenny (2006). Nature's Engraver: A Life of Thomas Bewick. Faber and Faber.

## روابط خارجية
- جمعية بيويك: المنشورات
- مجموعة نيوكاسل: بيويك
- جمعية فوليو
- الكتاب الإلكتروني المجاني لمشروع جوتنبرج: لماذا نجح بيويك